# Aliquota di rendimento
L'aliquota di rendimento, detta anche coefficiente di rendimento, è un coefficiente utilizzato nel sistema retributivo per il calcolo della pensione di vecchiaia.
Stabilita la retribuzione pensionabile, quella cioè in base alla quale sarà calcolato l'importo dell'assegno da erogare, il coefficiente si applica ad essa e al numero di anni di contribuzione (o riconosciuti tali) e definisce quale quota dell'attuale reddito pensionabile sarà versato al pensionato.

## Applicazione
Esempio di applicazione:
- Coefficiente di rendimento: 2%;
- Reddito medio rivalutato per il calcolo della pensione: 20000,00 €;
- Anni di iscrizione all'ente previdenziale: 23;

Importo annuo della pensione di vecchiaia 
= Reddito medio pensionabile x Coefficiente di rendimento x Anni di iscrizione 
= 20000 € x 2% x 23 = 9200,00 €

### Leggi
- Legge 8 agosto 1995, n. 335, in materia di "Riforma del sistema pensionistico obbligatorio e complementare."
- Legge 23 dicembre 1994, n. 724, articolo 17, in materia di "Misure di razionalizzazione della finanza pubblica."